# Holi

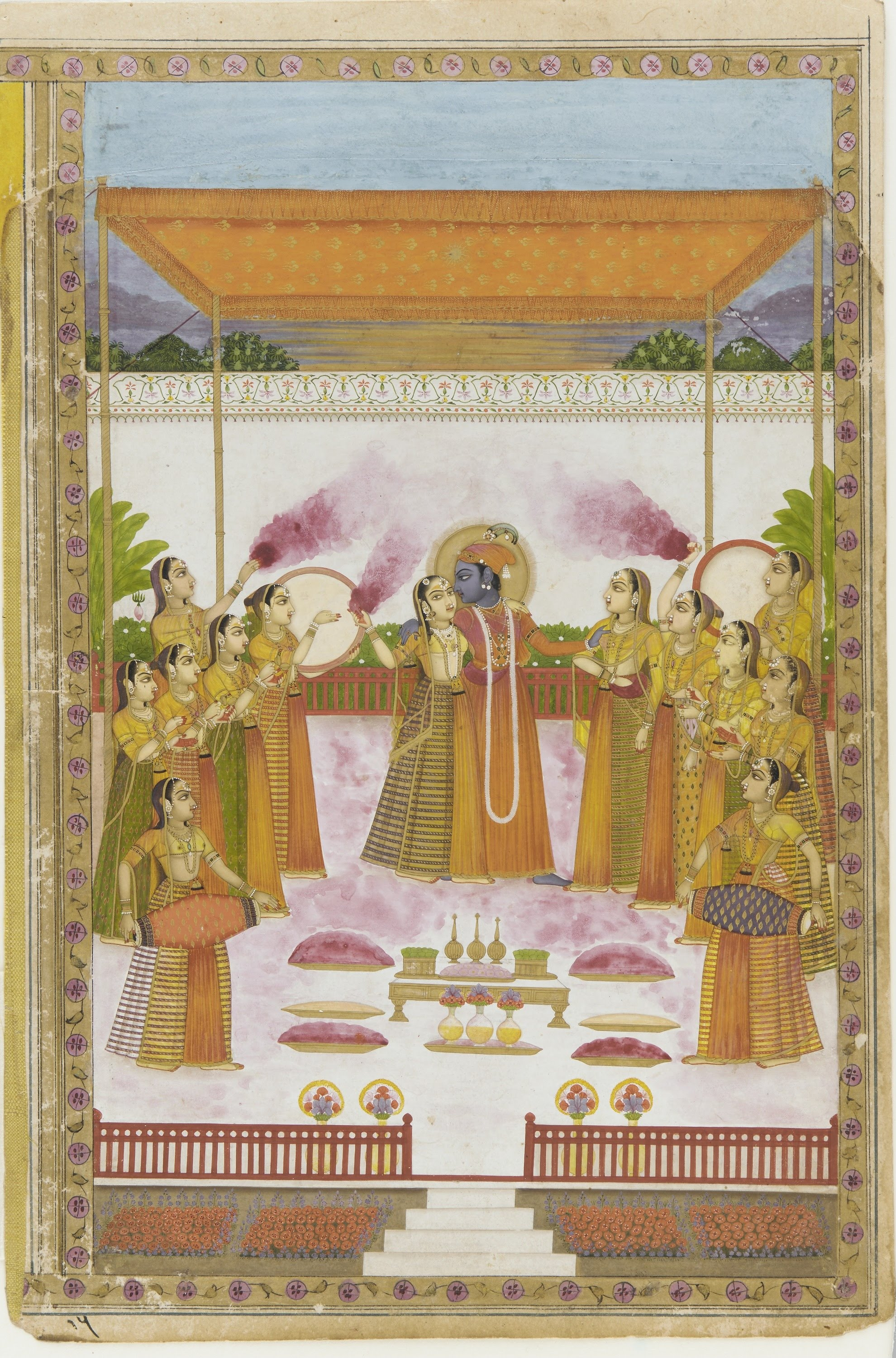
Rādhā, Kṛṣṇa e le sākhi giocano a Holi. Lakhnaū, XIX secolo.

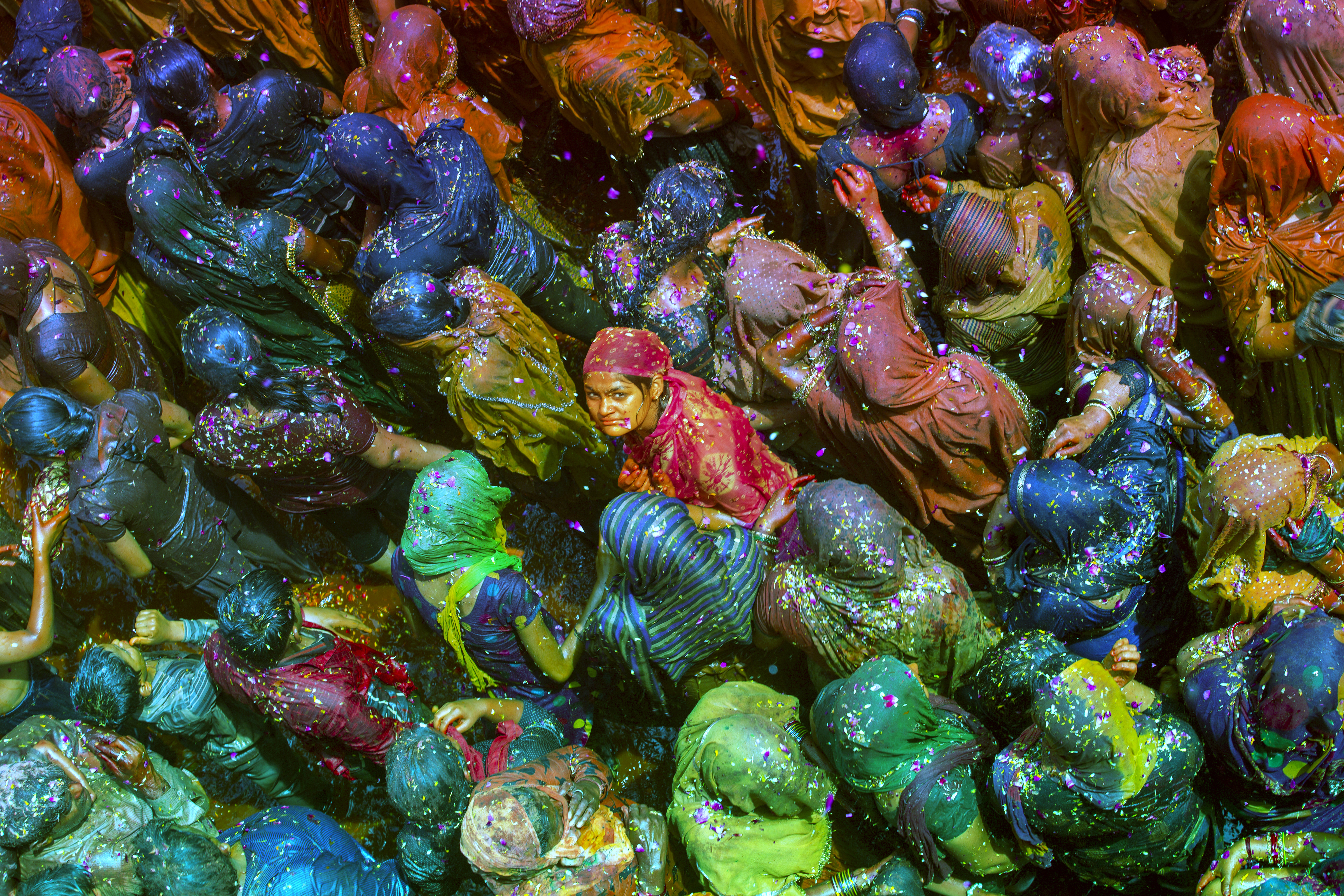
Festeggiamenti della Holi a Mathura (India)

L'Holi è una festa religiosa durante la quale è usanza sporcarsi con polveri colorate per omaggiare un rito di origine indiana che simboleggia la rinascita e la reincarnazione. La Holi Festival, o Festa dei Colori, si è trasformata in un evento dove musica da discoteca e polveri colorate creano un clima festoso, molto amato dai giovani.
È osservata principalmente in India, Nepal e nelle zone del mondo con significativi gruppi di popolazioni di origini indiane.
La festività ha avuto uno sviluppo in America del Nord ed Europa, da un punto di vista laico, come celebrazione della primavera, dei colori e dello scherzo.

## Descrizione
La festa si inaugura con l'accensione, la notte prima del giorno Holi, di un falò che prende il nome di Holika Dahan, dove Holika è il nome di un demone delle scritture Hindu e Veda. La mattina del giorno dopo, la festa esplode in un carnevale di colori, giochi, danze e canti. 
L'Holi è spesso celebrato all'avvicinarsi dell'equinozio di primavera in un giorno di plenilunio. La data del festival, quindi, non è fissa ma varia ogni anno a seconda del calendario induista e del calendario gregoriano.
Simile ad un carnevale, l'Holi celebra inoltre l'uccisione dell'orca Holika, demone descritto nei Veda..

## Significato
I significati del festival sono la vittoria del bene sul male, l'arrivo della primavera, l'addio dell'inverno, l'incontro con gli altri, la voglia di giocare, ridere, dimenticare i dolori, perdonare e consolidare le relazioni.

### Altre religioni
È seguita anche dai sikh e giainisti e dai buddisti Newar in Nepal.

### Galleria d'immagini

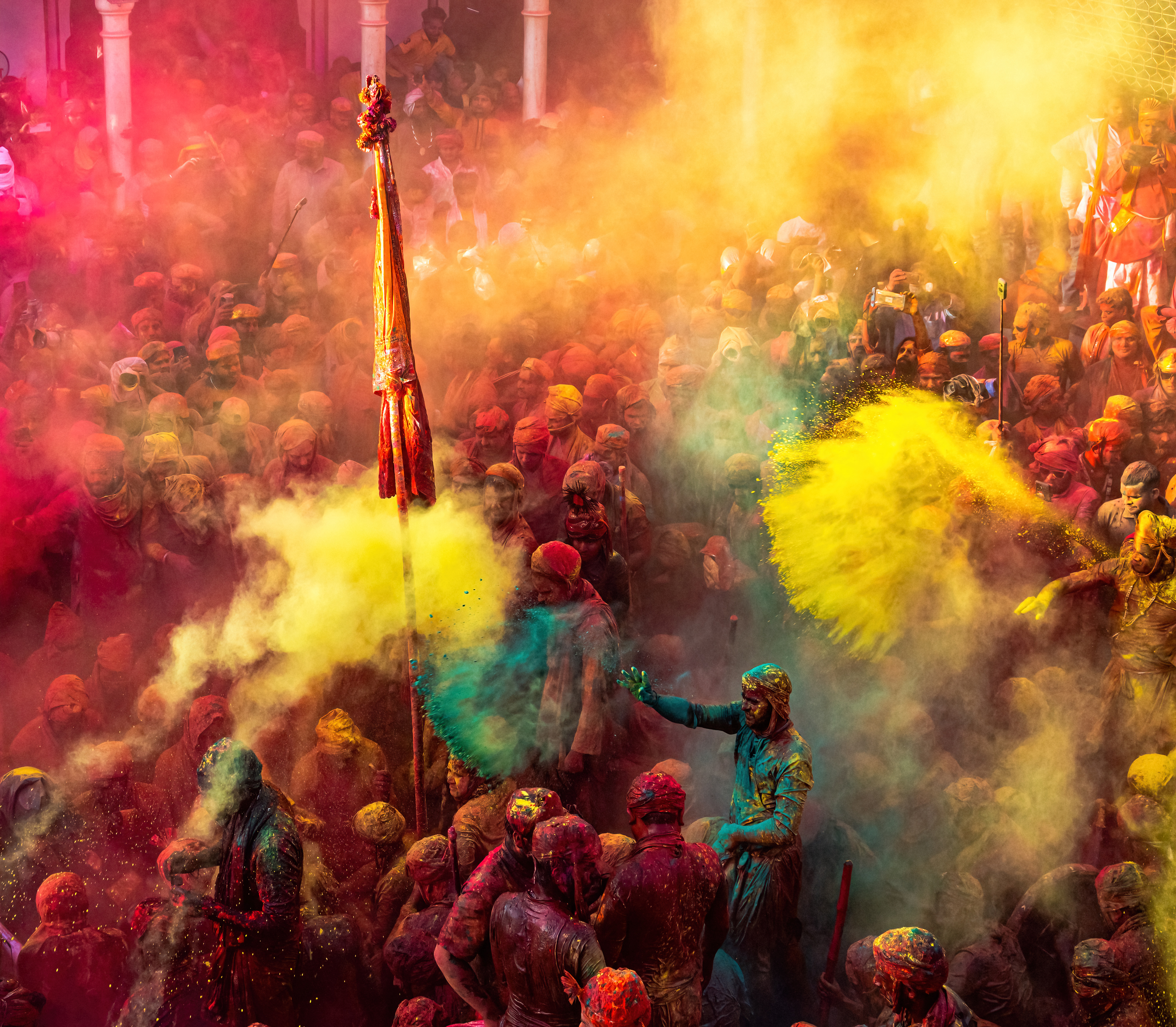
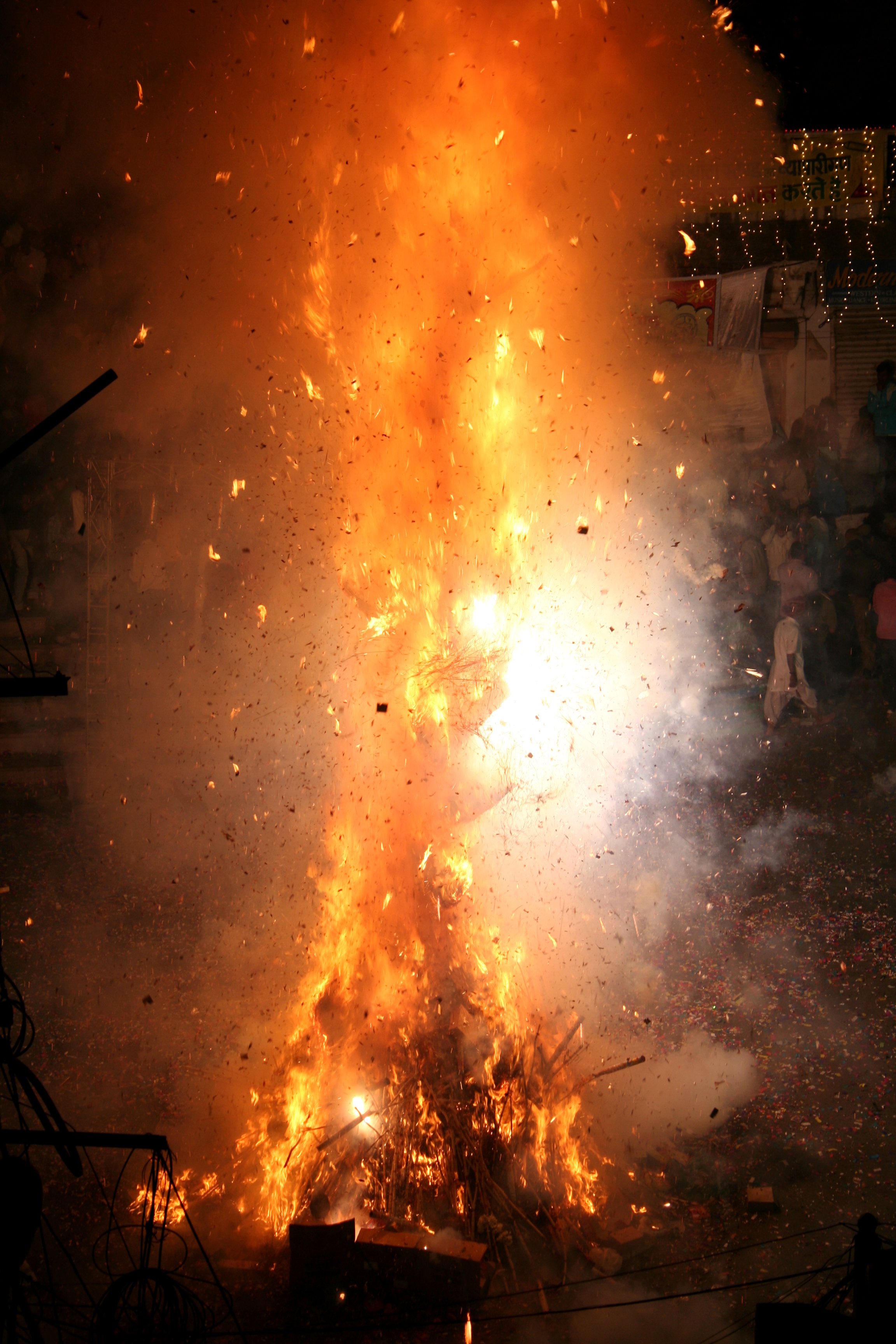
Falò a Udaipur (Rajasthan)
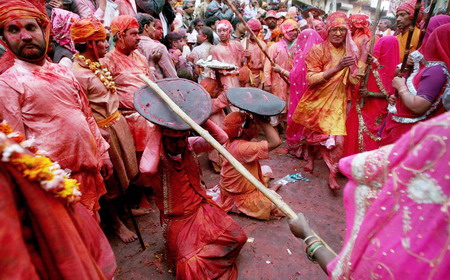
Il bastonamento degli uomini nella regione indiana di Braj, nel Distretto di Mathura e Vrindavan
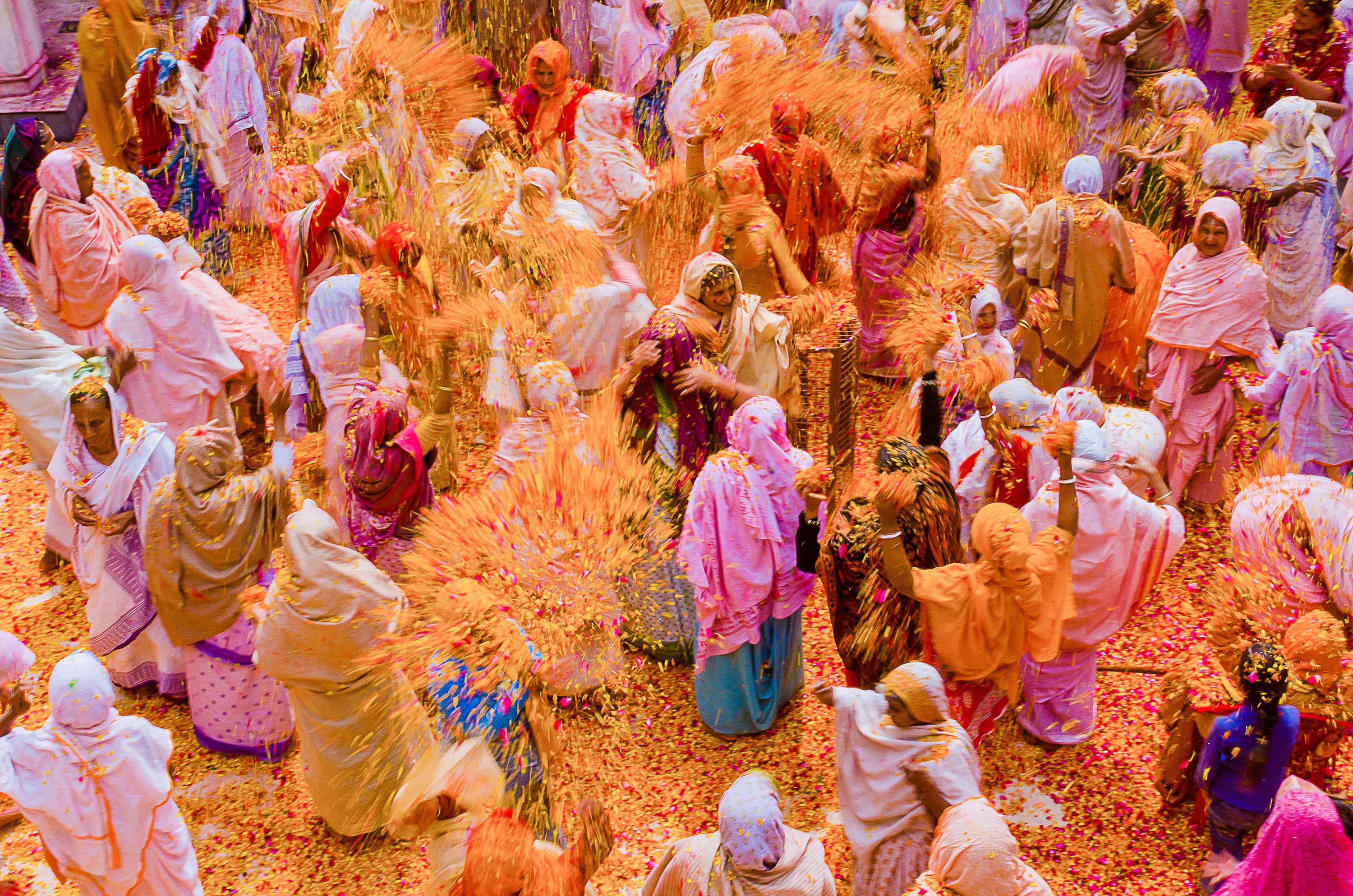
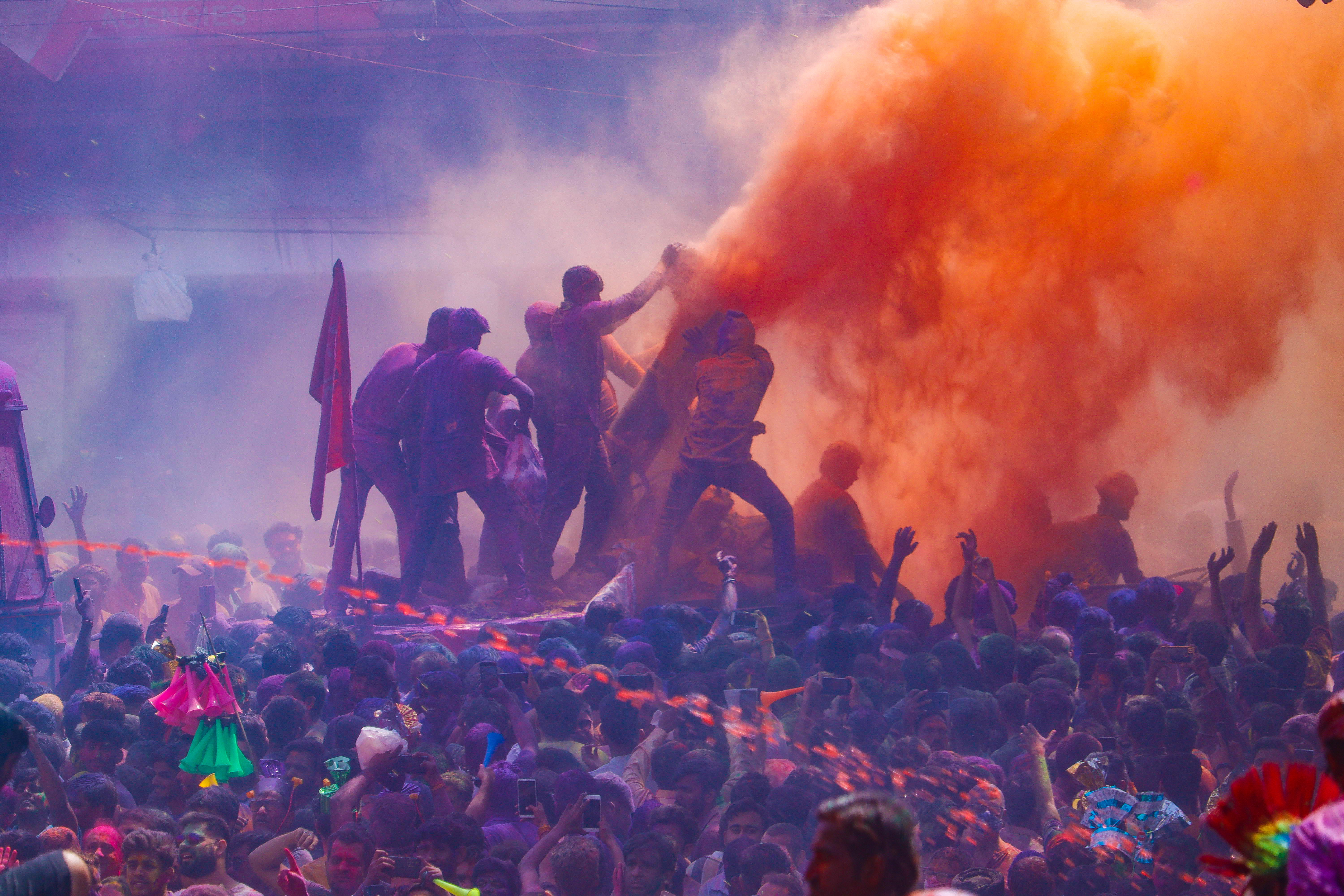
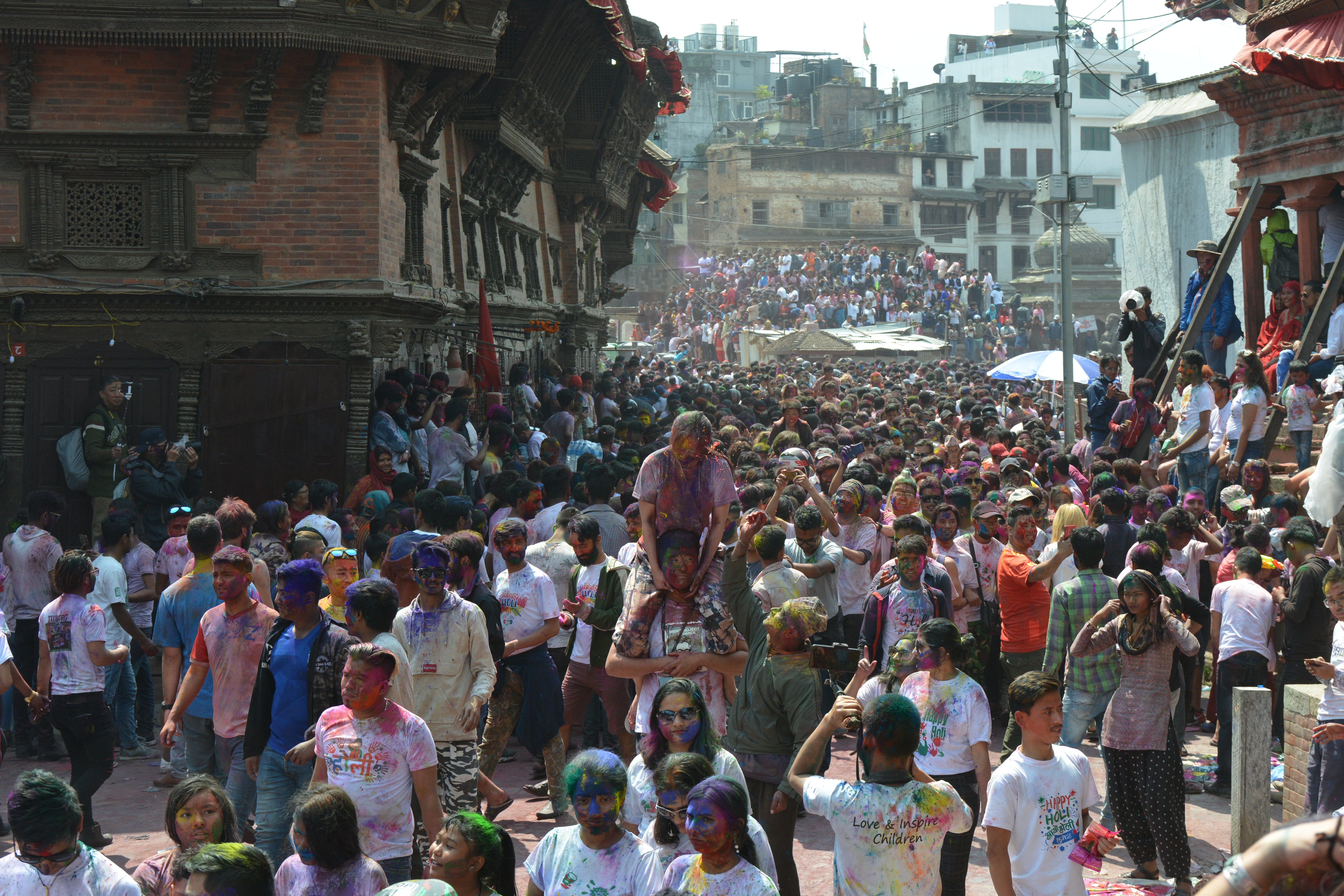
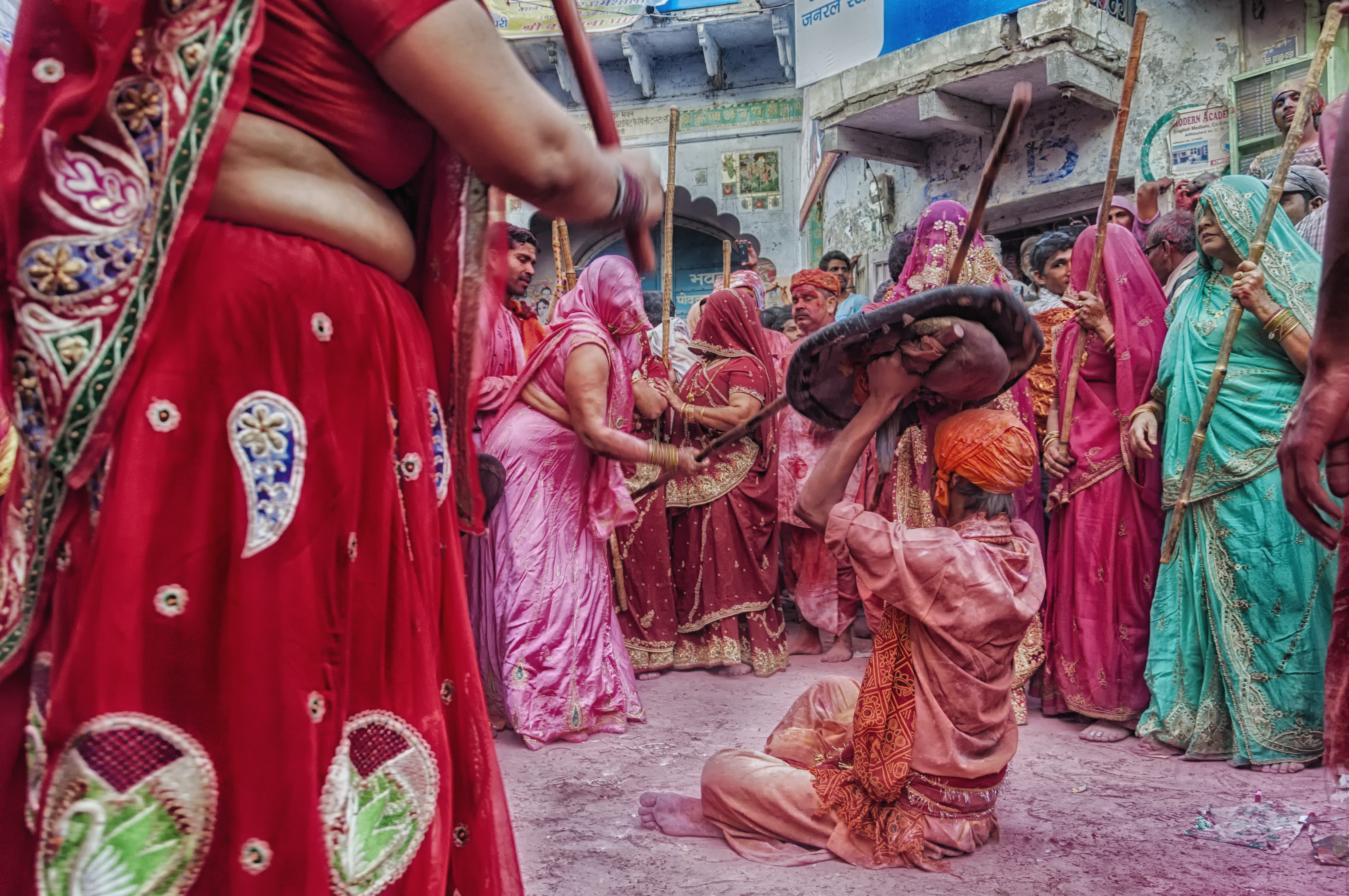
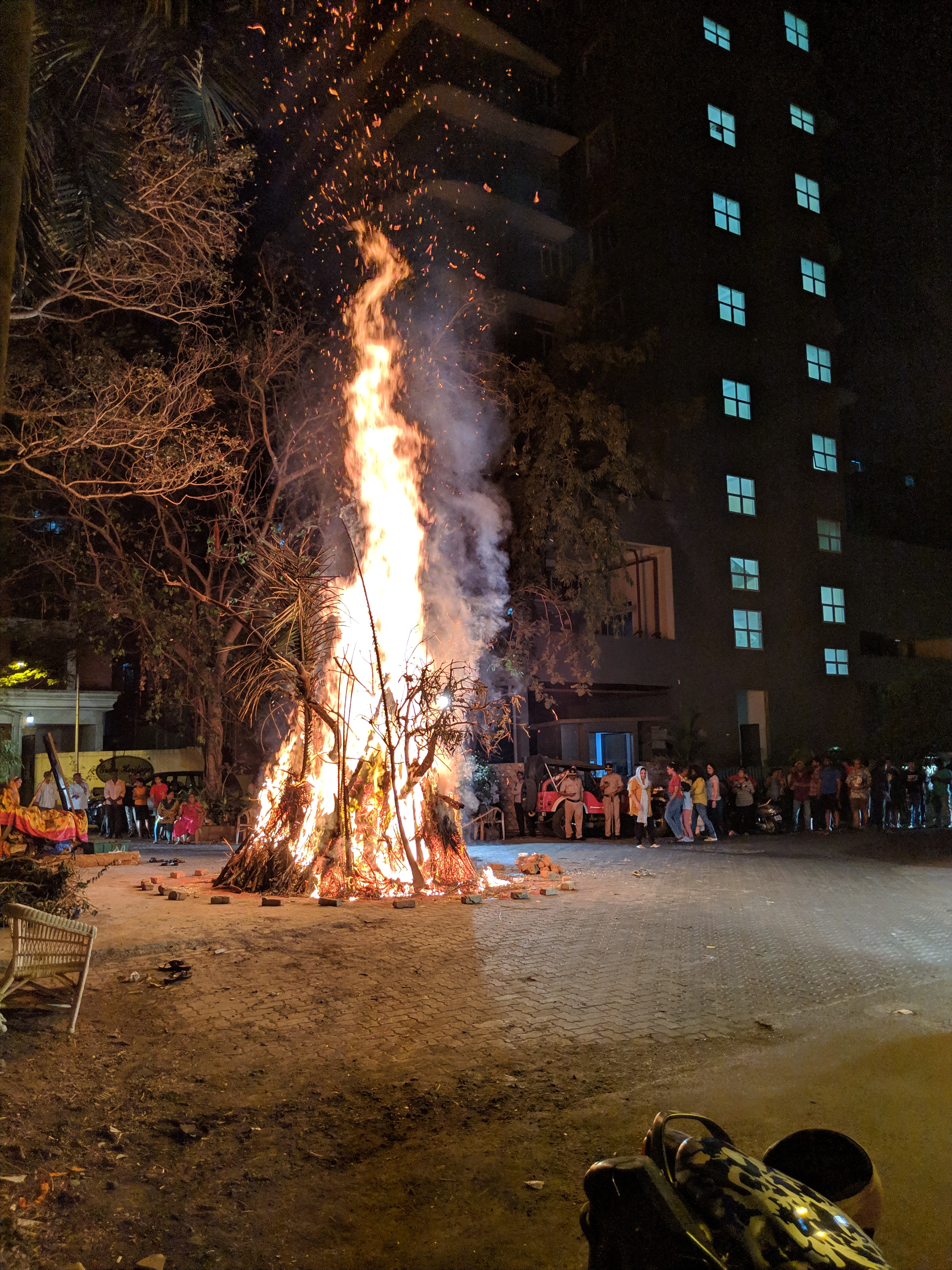
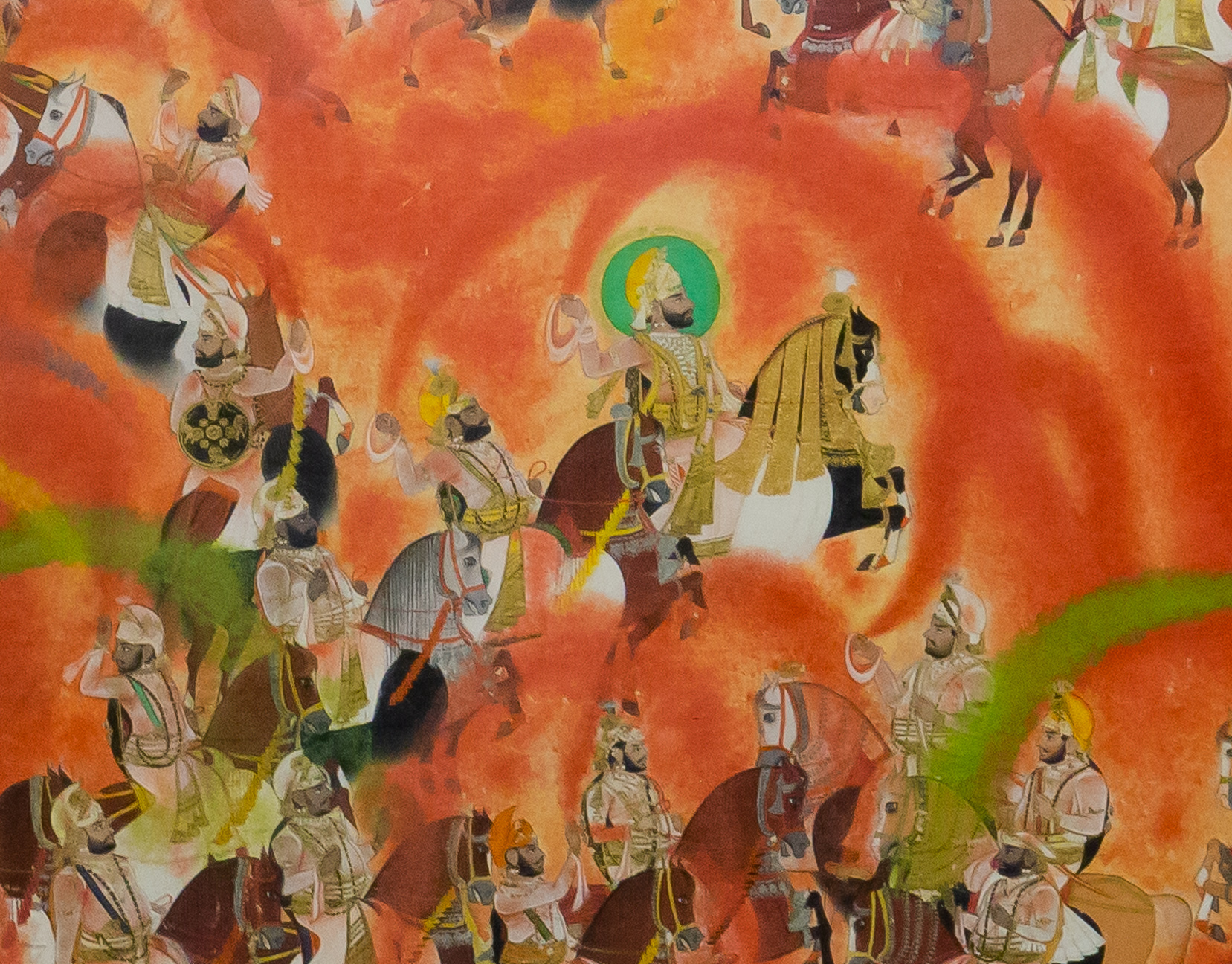
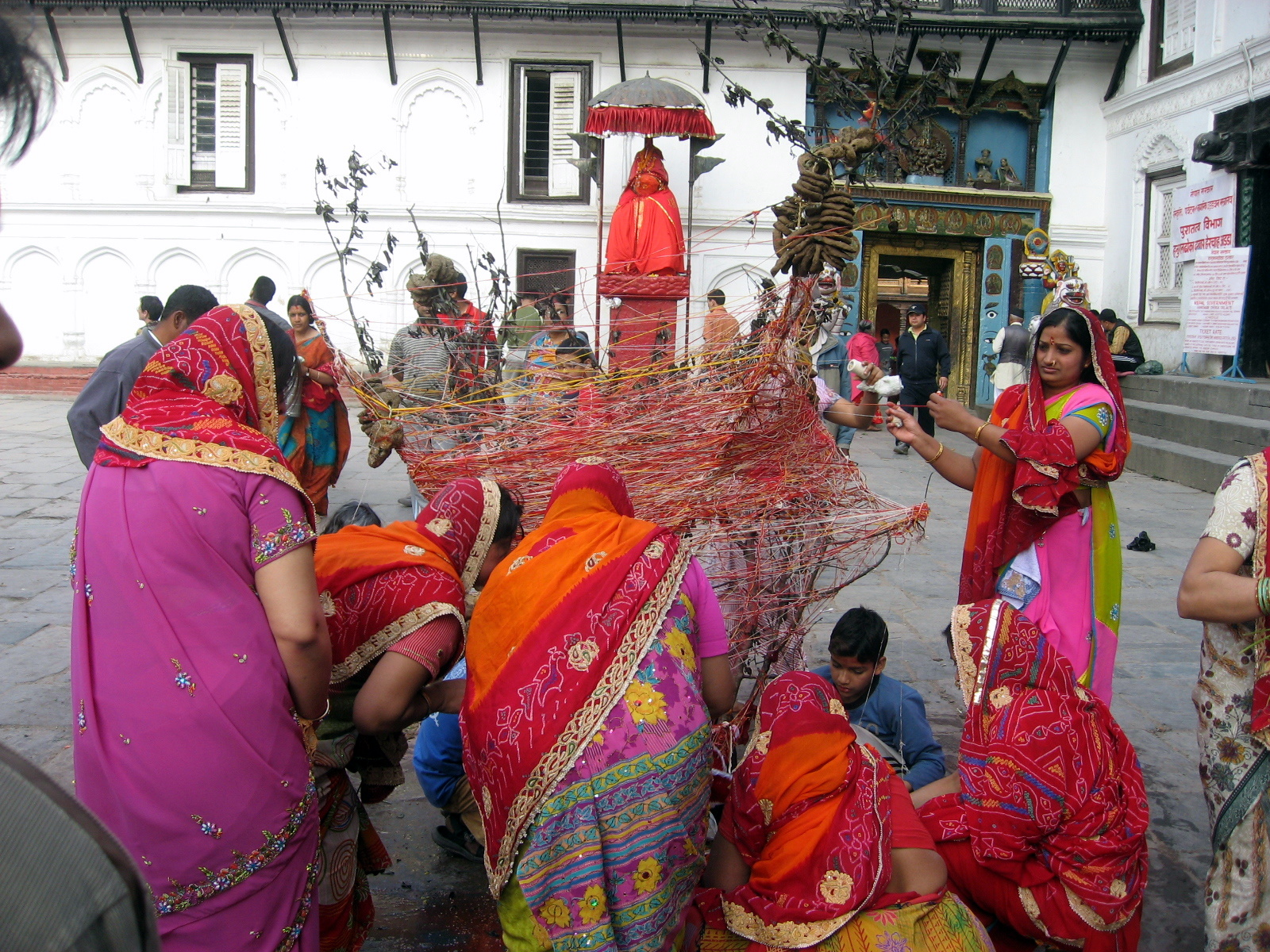